# Comtat de Wuelflingen
El comtat de Wuelflingen (o Wülflingen) fou una jurisdicció feudal del Sacre Imperi Romanogermànic centrat al castell de Wuelflingen construït al segle XI.
La crònica de Zwiefalten (Wurttemberg), escrita vers 1040, parla d'un tal Cunó d'Achalm que habitava al castell al segle XI el qual havia heretat de la seva àvia Willebirgis de Wülflingen, une gran part de les terres que aquesta tenia a la regió, mentre el seu germà Luitold va rebre Achalm, la tradicional residència familiar. Cunó i Lutold foren els fundadors del convent de Zwiefalten. Els hereus de Cunó disputaven propietats amb el convent a la segona meitat del segle XI. Vegeu també comtat de Gröningen.
No se sap que va passar amb els dominis del comtat al segle XII, i al segle XIII va reaparèixer com a senyoria de Wülflingen-Buch i va caure en mans dels Habsburg en data desconeguda però anterior a 1264, ja que en aquest any quan es van extingir els comtes de Kyburg, la senyoria no fou part dels dominis d'aquest comtat sinó que va conservar administració separada per mitjà de senyors que exercien de fet fins i tot l'alta jurisdicció incloent el dret de vida i mort (que els senyors de Wülflingen van conservar fins al 1760 quan el dret va passar a Zuric). Els Habsburg van concedir la senyoria als Hettlingen (que la tenien vers el 1300) i més tard va passar als Seen (1376) en la persona de Hartman de Seen, en recompensa pels serveis fets a la dinastia. Hartmann va morir en la batalla de Sempach (9 de juliol de 1386) deixant només una filla, casada amb Ulric de Landenberg-Greifensee, que va deixar la seva senyoria al seu fill Martí i es va instal·lar a Wülflingen. A la seva mort la va heretar Martí que va morir deixant també només una filla. Per matrimoni va passar llavors als senyors de Rümlang. Acusat d'estafa i ple de deutes, Joan Conrad de Rümlang fou empresonat a Zuric i més tard decapitat.
La comuna de Wülflingen va aprofitar per apoderar-se del castell i la senyoria, que després va vendre a Hans Steiner de Zug, exiliat del seu país per ser protestant; poc després va comprar també la senyoria de Pfungen. El 1528 Zúric li va reconèixer la senyoria en feu; es creu que Zuric havia adquirit els drets feudals dels Habsburg poc abans; Steiner va comprar també el convent de Beerenberg, construït el 1355 probablement pels Habsburg. Els seus descendents van tenir bones relacions amb la vila de Winterthur on tenien casa i on un dels membres de la família fou burgmestre; el 1634 van decidir vendre la senyoria a la ciutat, però Zuric s'hi va oposar; la situació es va arranjar per mitjà d'una compra feta per un burgès de Zuric, Hans Hartmann Escher de Luchs, i la seva cunyada Catherine Meiss de Teufen, que tenien la confiança de la ciutat i pagaven un preu acceptable pels Steiner; l'edifici no estava prou bé i el 1644 Escher va començar a construir un nou castell prop de la població de Wülflingen, on es va instal·lar i el vell castell no va tardar a caure en ruïnes. Els Escher van vendre la senyoria als Meiss (Winterthur va intentar la compra altre cop però Zuric es va oposar novament); un temps després, el 1720 va passar per matrimoni al general holandès Salomon Hirzel, casat amb Anne Marguerite Meiss. Els seus tres fills van arruïnar a la família i els seus béns foren subhastats el 1760 i va perdre el dret de justícia, passant a Zuric que es va reservar l'alta justícia i va delegar la baixa en el batlle d'Andelfingen.